# Michele Lapenna
Michele Lapenna (Roma, 14 febbraio 1983) è un allenatore di pallanuoto ed ex pallanuotista italiano, di ruolo centroboa.

## Biografia
È il fratello maggiore di Federico, anche lui pallanuotista di livello internazionale.
Nel 2008 con il Sori conquista la Coppa Comen, nel 2010 con il Savona è finalista in Coppa Italia e in Coppa LEN, trofeo che vincerà con la stessa calottina l'anno successivo. Nel 2012 raggiungerà un'altra finale di Coppa LEN con la Rari Nantes Florentia. Ha ottenuto tre promozioni in Serie A1: con la Sport Management nel 2013, con la Roma Nuoto nel 2018 e con la Roma Vis Nova nel 2023. Con la nazionale italiana ha conquistato la medaglia d'argento alle Universiadi di Bangkok del 2007 e quella di bronzo ai Giochi del Mediterraneo di Pescara del 2009.
Smessa la calottina ha iniziato la carriera di allenatore al Villa York e in seguito al Grifone, entrambe formazioni romane.

## Palmarès

### Club
- Coppe LEN: 1

R.N. Savona: 2010-11

### Nazionale
- Giochi del Mediterraneo

Pescara 2009: 
- Universiadi

Bangkok 2007: 